# Benedita Henriqueta do Palatinado-Simmern
Benedita Henriqueta Filipina (em alemão: Benedikta Henriette Philippine von Pfalz-Simmern; Paris, 14 de março de 1652 — Hanôver, 12 de agosto de 1730) foi uma princesa alemã, sendo a terceira e mais jovem filha de Eduardo, Conde Palatino de Simmern. Benedita tornou-se duquesa de Brunsvique-Luneburgo ou de Hanôver com o seu casamento com o duque João Frederico.
Benedita é antepassada de Luís XVI de França, Filipe VI, Manuel II de Portugal, Humberto II da Itália e Henrique de Luxemburgo.